# Nyctemera dentifascia
Nyctemera dentifascia är en fjärilsart som beskrevs av Pieter Cornelius Tobias Snellen 1898. Nyctemera dentifascia ingår i släktet Nyctemera och familjen björnspinnare. Inga underarter finns listade i Catalogue of Life.